# بيل برايت
بيل برايت (بالإنجليزية: Bill Bright)‏ (19 أكتوبر 1921 – 19 يوليو، 2003)  هو أمريكي إنجيلي. أسس «الحرم الجامعي الصليبي من أجل المسيح» في عام 1951 في جامعة كاليفورنيا في لوس أنجلوس. في عام 1952 أسس منظمة كرو المسيحية. وفي عام 1979 أنتج فيلم يسوع.
حصل بيل برايت على جائزة تمبلتون في خدمة الدين سنة 1996 وقدرها 1.1 مليون دولار، تبرع بالمال لـ«تعزيز فوائد  الصوم والصلاة الروحية».[بحاجة لمصدر] استقال من منصبه كزعيم للمنظمة سنة 2001. قام بالتوقيع على خطاب لاند الذي يشجع الرئيس الأمريكي جورج دبليو بوش على غزو العراق، وتوفي في 2003.